# Haval Jolion
Haval Jolion (укр. Хавейл Джоліон) - компактний кросовер, що випускається з 2020 року компанією Haval - позашляховим підрозділом Great Wall Motors. Модель змінила у модельному ряді компанії модель Haval H2.

## Опис

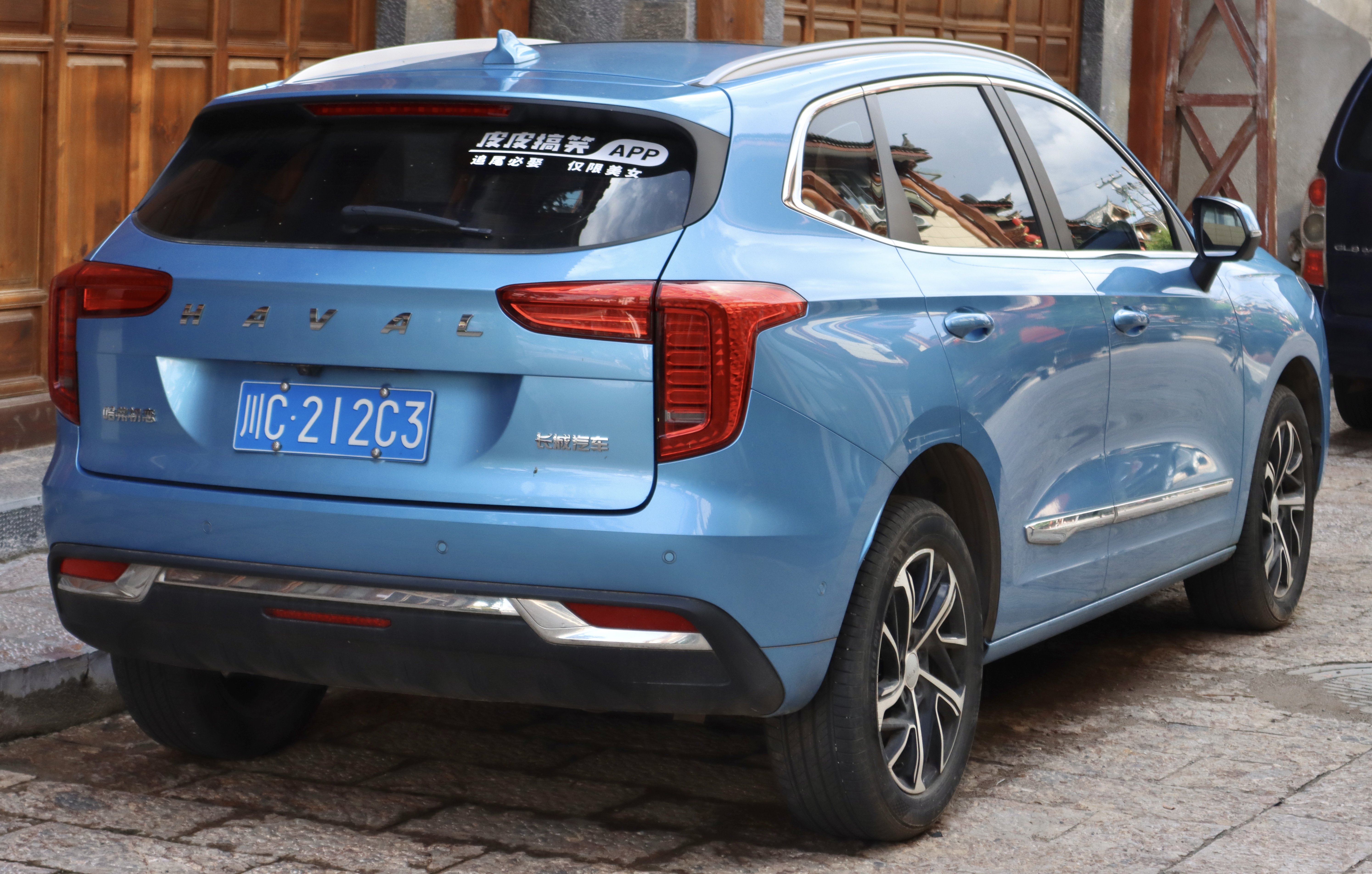

Модель була вперше представлена у 2020 році на Пекінському міжнародному автосалоні. В основі Haval Jolion лежить модульна платформа L.E.M.O.N. (B30), на якій також побудовані кросовери Haval Dargo та Haval H6.
У Китаї модель випускається під назвою Haval Chulian (північ), що означає «перше кохання».
Двигун - 1.5 L GW4B15A turbo I4 потужністю 150 к.с. і крутним моментом 220 Нм. Привід - тільки передній.

### Безпека
Для захисту водія та пасажирів під час аварії в Haval Jolion встановлюється шість подушок безпеки, а також автоматичне розблокування, відключення подачі масла при зіткненні.
Також є ESP 9.3, адаптивний інтелектуальний круїз-контроль, автоматична система екстреного гальмування та інші системи, що підвищують безпеку водіння в різних дорожніх умовах.